# クリストファー・フォン・ハッセル
クリストファー・フォン・ハッセル（英：Kristoffer Von Hassel）は、アメリカ合衆国のハッカー。マイクロソフトセキュリティー研究者。5歳(2014年3月当時)である事から、史上最年少のハッカーとされる。詳細な生年月日等不明。

## 概要
アメリカ合衆国カルフォルニア州オーシャンビーチに住む、幼稚園に通う児童である。ロバート・デイヴィス(Robert Davies)とジル・ニャエイ(Jill Nyahay)の息子。
父親のXbox Liveアカウントを、遊ぶためにハッキングした。大人向けゲームを遊んでいる事から父親に発見され、その方法を尋ねた所、ランダムなパスワードを入力後にスペースキーを複数回打電した所ログオンできる旨説明があり、父親と共同でマイクロソフトに通知した。その結果、未知の脆弱性発見となり、マイクロソフトから2014年3月のセキュリティ研究者Kristoffer Wilhelm von Hasselとして登録されている。彼には、50ドルの賞金およびゲーム4本さらに、Xboxライブ1年間利用特典が贈呈されたと報じられている。地元KGTV(CNN系列)の取材によると、これ以外にもいくつかのハッキング手法を発見している旨、父親が取材に語っており「クールだ」と父親は述べている。なお、父親は有名な企業に勤務するセキュリティー技術者であると報じられており、かつ、家にはハッカー関連の膨大な書籍が映し出されている。これらを報じたCNNは、今後どうなるか見守りたい旨の記述がある。